# Cathédrale de l'Exaltation-de-la-Sainte-Croix de Genève
La cathédrale de l'Exaltation-de-la-Sainte-Croix, ou communément église russe de Genève, est une église orthodoxe de style néo-russe située à Genève en Suisse.
Construite entre 1863 et 1866, elle est agrandie en 1916 puis restaurée entre 1966 et 1989 puis entre 2014 et 2017. Elle devient un bien culturel d'importance nationale en 1979.
Elle accueille des fidèles orthodoxes de diverses origines.

## Localisation
L'église est construite sur une colline du quartier des Tranchées à Genève, à l'angle des rues Rodolphe-Töpffer et François-Le-Fort. Ayant été le premier bâtiment à être érigé dans le secteur, son orientation détermine le plan du quartier qui se constitue autour d'elle.
Lors des travaux de construction, les vestiges d'un cimetière paléochrétien et du prieuré de Saint-Victor sont mis au jour.

## Histoire
Après la révolution de 1846, la Constitution genevoise de 1847 garantit la liberté des cultes et leur droit à une égale protection de l'État. À la suite de ce changement, le Conseil d'État offre aux communautés religieuses des terrains à l'emplacement des anciennes fortifications pour qu'elles y édifient des lieux de culte. Genève accueille alors une petite diaspora russe aux origines sociales diverses (diplomates, militaires, aristocrates, ingénieurs, fonctionnaires, touristes, étudiants ou encore activistes de gauche).
Rattachée à une paroisse créée en Suisse sur ordre de l'empereur Alexandre Ier en 1817, la communauté orthodoxe se réunit dès 1854 dans une villa de la rue des Eaux-Vives mais a besoin d'un édifice plus adapté. L'archiprêtre Athanase Pétroff lance une collecte de fonds en Russie, avec l'approbation du Saint-Synode de l'Église orthodoxe russe obtenue le 28 février 1863, alors qu'une autorisation de construire est déposée et approuvée par le Grand Conseil le 16 septembre au bénéfice d'une fondation, la Société de l'Église russe. Parmi les personnalités qui font un don figurent des membres de la famille de l'empereur Alexandre II (Michel, Olga, Constantin, Hélène, Marie et Nicolas de Leuchtenberg) et le métropolite de Kiev, Arsenius Moskvin (ru), l'élaboration du projet et la construction s'effectuant sous le patronage de Marie.

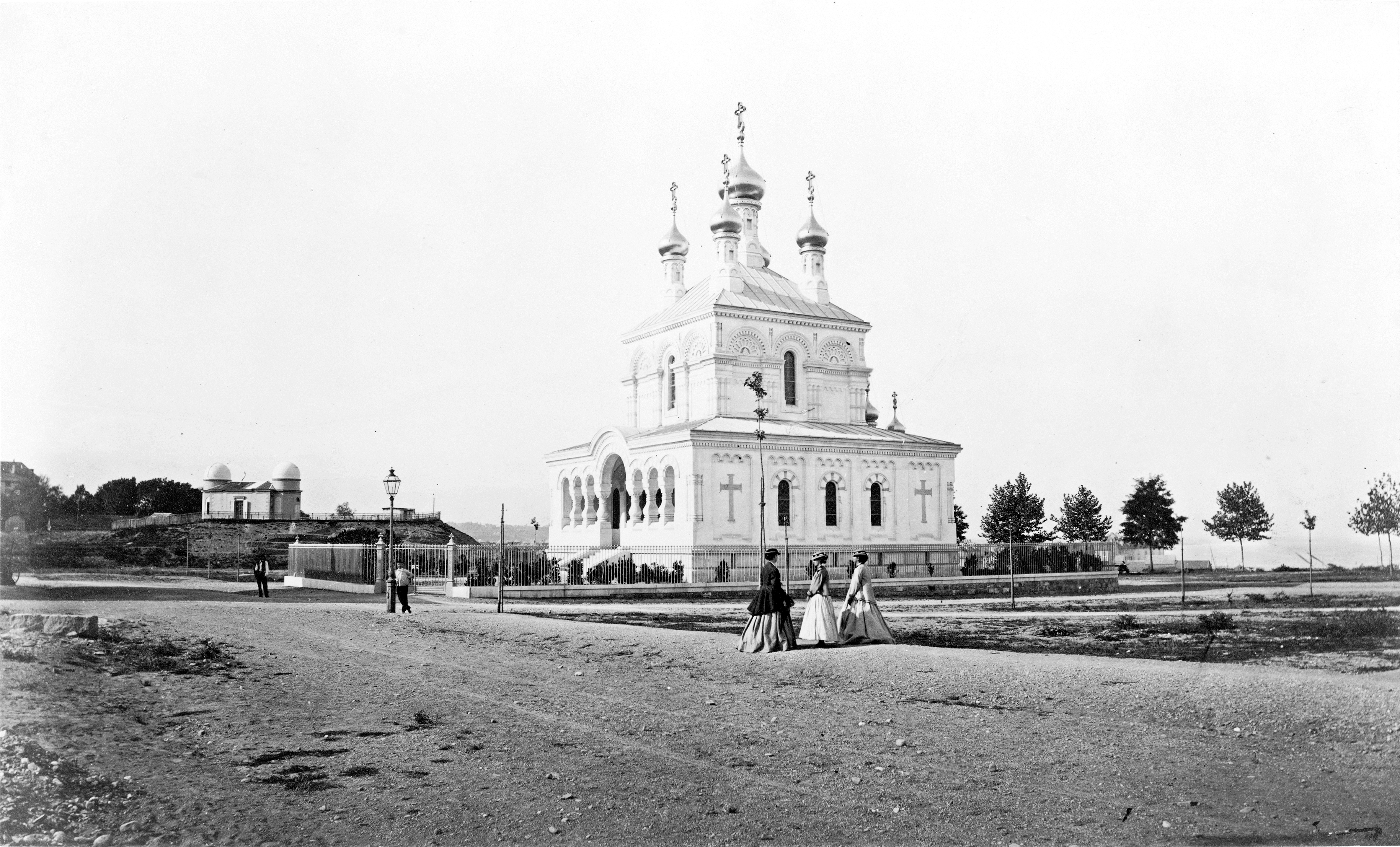
Vue de l'église à la fin du XIXe siècle, avec l'observatoire de Genève au second plan.

David Grimm, professeur d'architecture à l'Académie impériale des beaux-arts à Saint-Pétersbourg dirige le projet, la construction étant confiée à l'architecte genevois Jean-Pierre Guillebaud. La première pierre est posée le 26 septembre 1863 en présence des princes Serge (ru) et Georges de Leuchtenberg, de l'ambassadeur de Russie en Suisse et du conseiller d'État Moïse Vautier. Après trois ans de travaux, l'Église russe de Genève est terminée le 14 septembre 1866 et consacrée le 26 septembre de la même année par les archiprêtres Joseph Vasiliev de Paris, Vassili Polejaiev de Nice et Athanase Pétroff. Le campanile coiffé d'un pavillon, prévu du côté nord dans le plan original, n'est pas réalisé en raison de son coût.
En 1916, à l'occasion du cinquantième anniversaire de l'église, un agrandissement est décidé : le mur occidental est déplacé pour agrandir la nef et ajouter un clocher au-dessus du porche central. La peinture intérieure est également restaurée à cette occasion, le tout étant financé par la cession d'une parcelle de terrain et par des dons et réalisé par le bureau d'architecture genevois Pittard & Graf. Les cloches commandées à la fonderie Ruetschi à Aarau sonnent pour la première fois le 21 septembre. En 1917, à la suite de la révolution russe, des Russes blancs et des Suisses installés en Russie et convertis à l'orthodoxie viennent grossir les rangs de la paroisse.
En 1950, l'église devient la résidence de l'évêque auxiliaire du diocèse d'Europe occidentale rattaché à l'Église orthodoxe russe hors frontières.
En 1966, à l'occasion du centenaire de l'église, une restauration confiée à l'architecte genevois Georges Zollikofer vise le toit, la façade, les bulbes et la décoration intérieure, mais ne peut être terminée en raison du manque de fonds. Après le classement de l'édifice par le Conseil d'État, le 24 janvier 1979, en tant que bien culturel d'importance nationale, la restauration peut reprendre grâce à des subventions publiques en 1983 et s'achève en 1989.
Dans les années 1990, des paroissiens issus des anciennes républiques soviétiques et d'autres pays de l'Europe de l'Est, ainsi que des travailleurs grecs, augmentent la taille de la communauté.
En vue du 150e anniversaire de l'église, des travaux évalués à cinq millions de francs suisses, financés par les fonds de la Société de l'Église russe complétés par la Confédération, le canton et la ville de Genève, la Loterie romande et une fondation privée, sont confiés aux architectes Wassilli et Stephan Meleshko et validés par l'Office du patrimoine et des sites du canton de Genève. Ils sont toutefois retardés par deux recours accusant la Société de l'Église russe d'amateurisme dans la restauration, ce qui rend impossible leur achèvement pour la date anniversaire. L'enveloppe du bâtiment est restaurée en raison de dommages causés par l'infiltration d'eau par capillarité ; la partie inférieure des bulbes est notamment remplacée ainsi que le bulbe central,. La peinture intérieure, ayant disparu sous une couche de crasse due au vernis posé lors de la restauration de 1966, est reprise selon le décor de 1916 et les icônes nettoyées. L'anniversaire de l'église est finalement célébré le 27 septembre 2017, après la fin des travaux.

## Architecture
De style néo-russe ou russo-byzantin, l'Église russe de Genève a une forme de croix grecque.
Du côté oriental se trouvent trois absidioles en demi-cercles séparées de la nef par six piliers massifs : celle au nord abrite la Prothèse, celle au centre l'autel, le sanctuaire et la cathèdre et celle au sud la sacristie.
Au centre se trouve la nef coiffée d'un dôme et séparée de deux bas-côtés par six piliers massifs.
Du côté occidental se trouve le narthex, le clocher abritant sept cloches (dont la deuxième plus grande est un don du gouvernement serbe en 1918) et le porche surplombant le parvis. L'accès s'effectue par deux portes en bois massif ornées de croix en laiton.
Les façades sont réalisées en pierres calcaires extraites des carrières de Seyssel et décorées avec du marbre gris foncé de Saint-Triphon. Les murs nord et sud sont ornées de croix en marbre hautes d'environ un mètre et demi.
Le bâtiment est coiffé de neuf bulbes dorés : cinq au-dessus de la nef (symbolisant Jésus-Christ et les quatre Évangélistes), trois sur les absides et un sur le clocher. Leur nombre total représente la hiérarchie des anges composée de neuf chœurs.

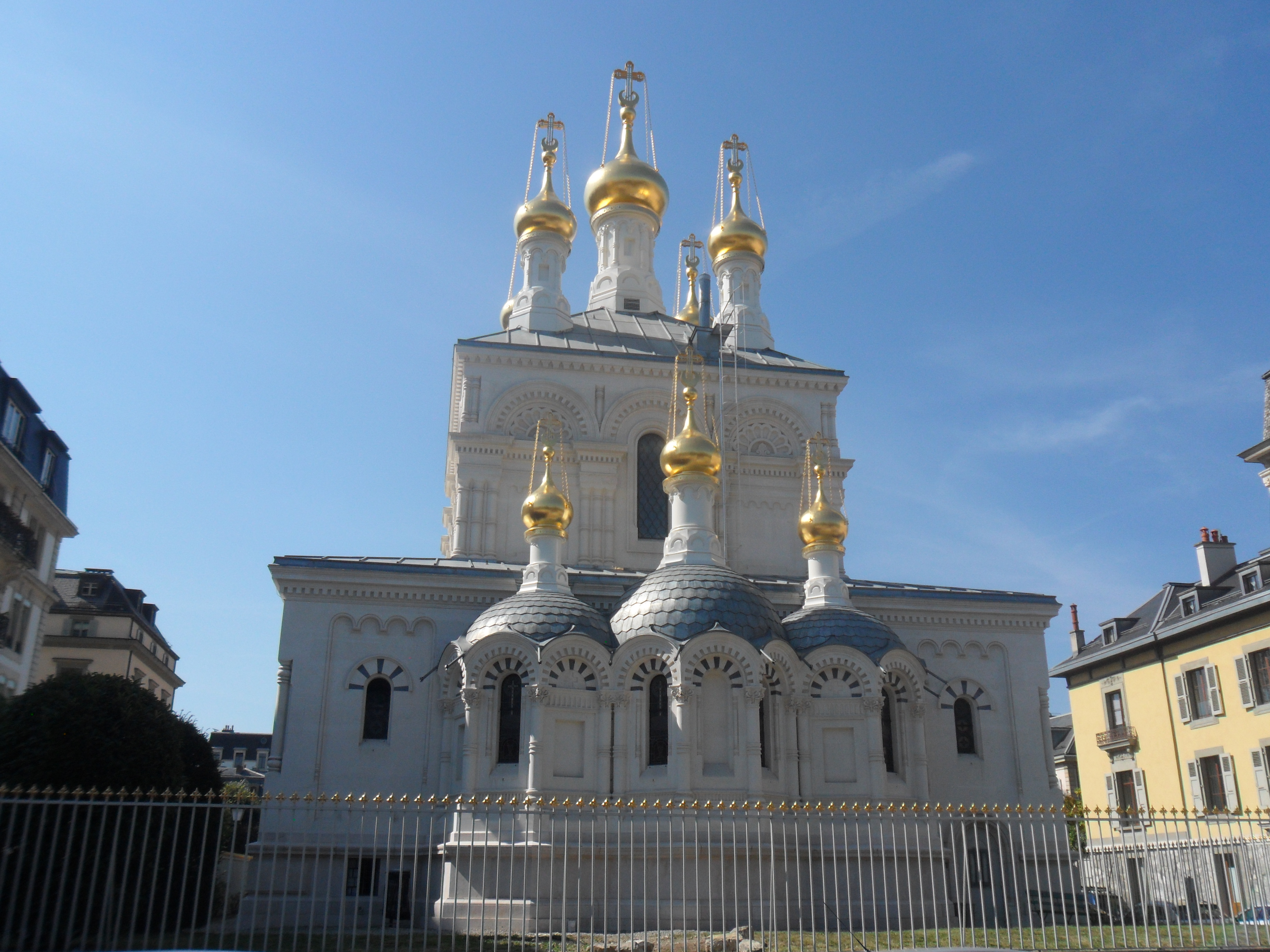
La façade orientale avec les trois absidioles.
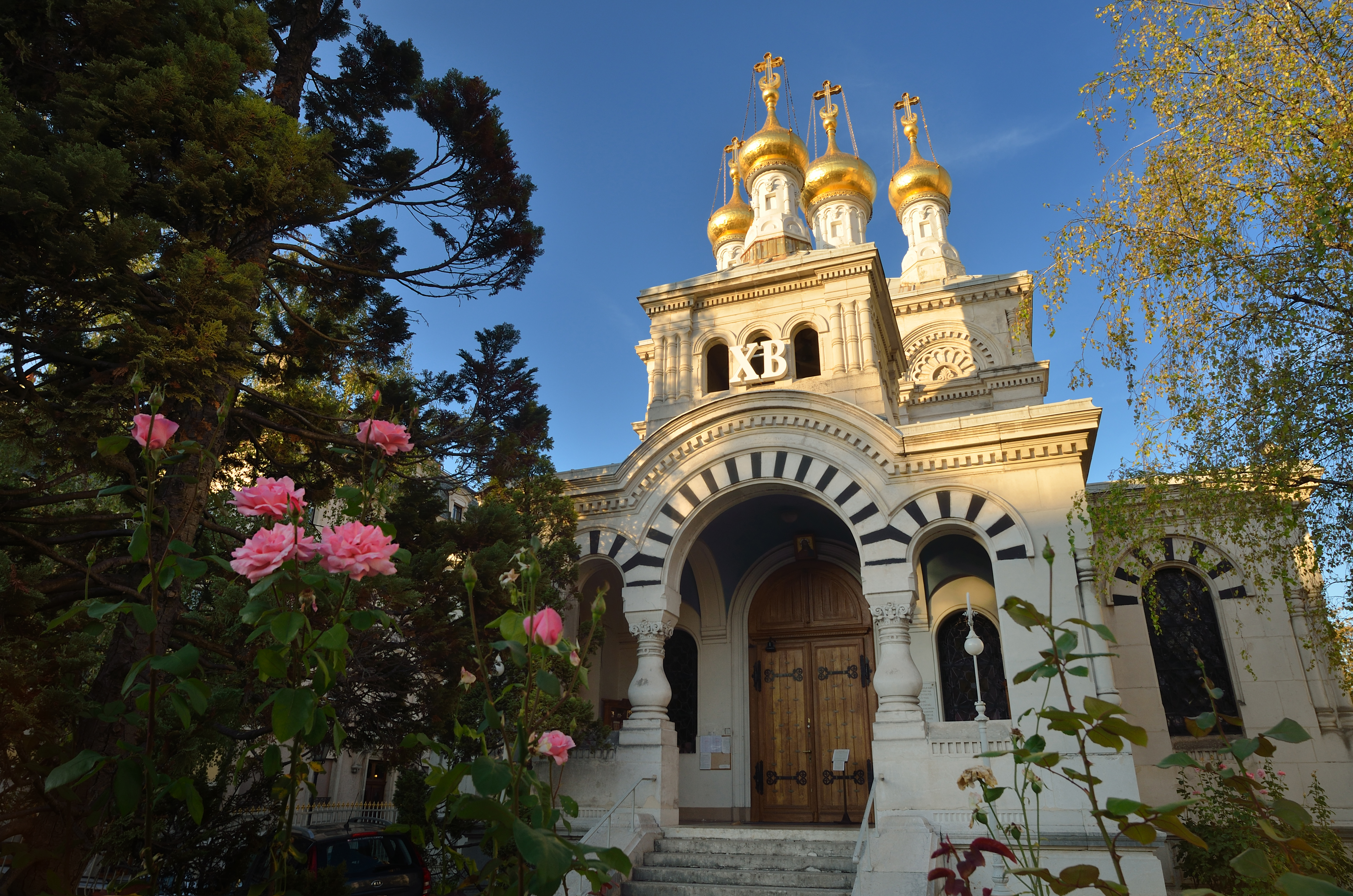
Vue du porche et du clocher depuis le parvis.
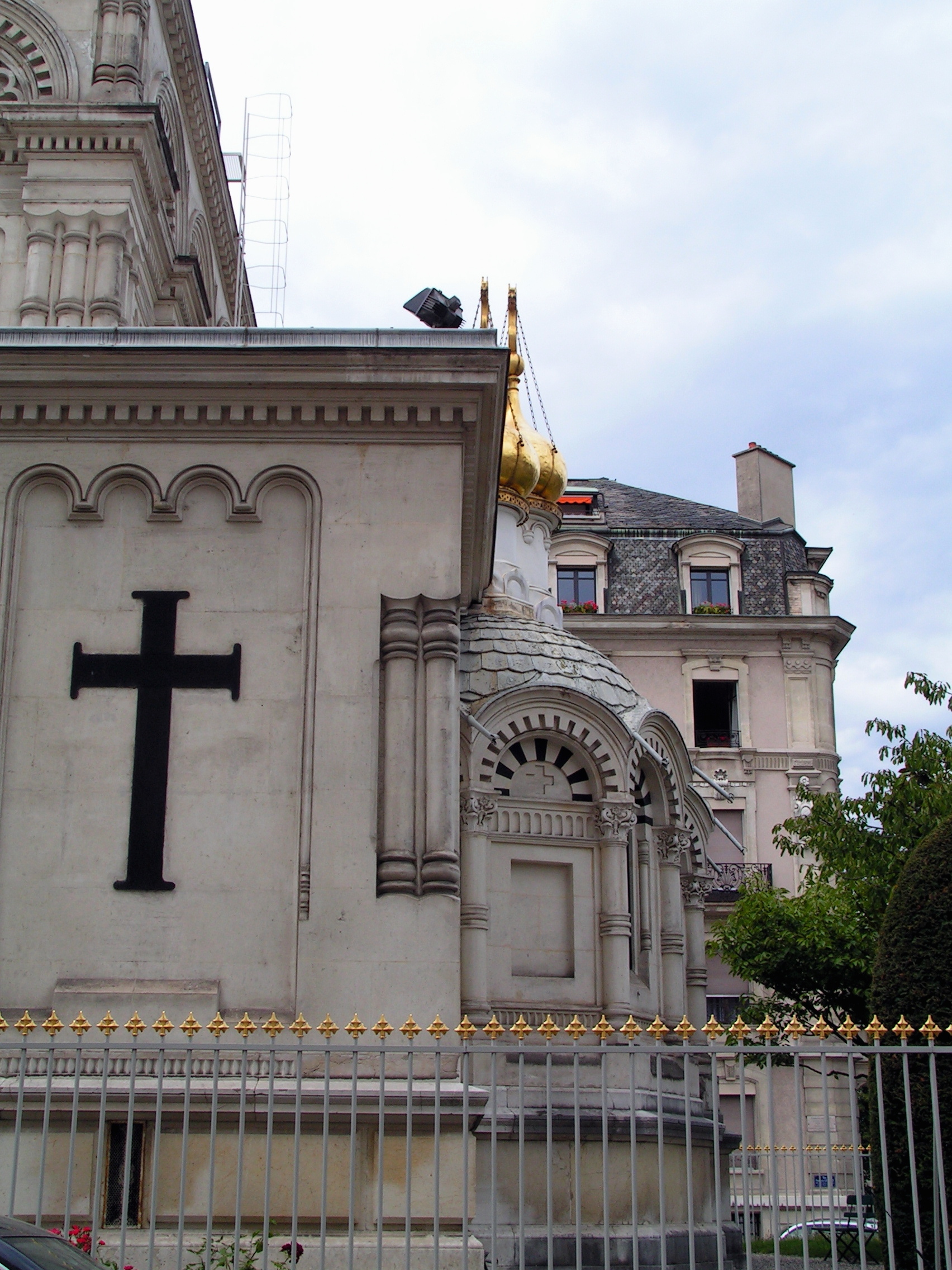
Une croix en marbre sur la façade sud.
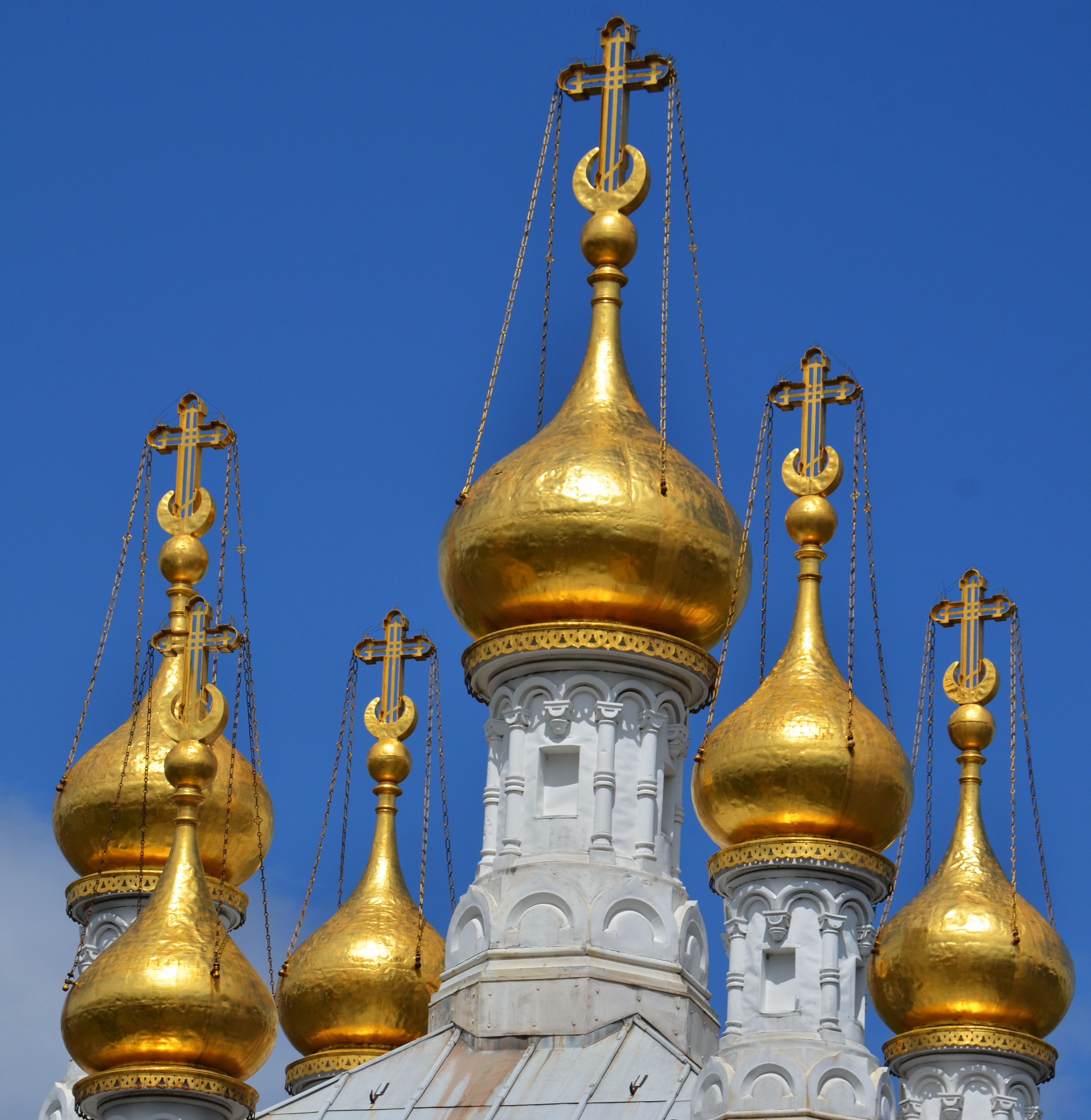
Six des bulbes de l'église, avant les travaux de restauration.

## Décoration

### Peintures
Le dôme de la nef est décoré d'une fresque de Giacomo Donati sur un fond doré et représentant le Christ pantocrator couronné d'un nimbe cruciforme et vêtu d'une tunique rouge et d'une cape bleue. Elle est séparée par des fleurs de lys dorées d'une frise de douze médaillons baroques représentant des séraphins. Les quatre voiles encadrant le dôme sont décorés dans leur partie supérieure de médaillons, représentant les quatre Évangélistes sur un fond doré, et d'arabesques sur un fond vert, bordés de bandes d'étoiles dorées et d'une alternance de losanges rouges et bleus décorés de croix dorées.
La décoration est murs est réalisée par Joseph Benzoni, un peintre originaire de Lugano. Ils sont peints dans un ton gris-brun et ornés de motifs floraux, représentant la floraison du paradis, et géométriques selon l'art byzantin ancien. Les bordures des arches comportent une frise alternant des triangles rouges et bleus décorés de cœurs bleus. 22 vitraux, probablement réalisés par un atelier local, viennent compléter l'ensemble.

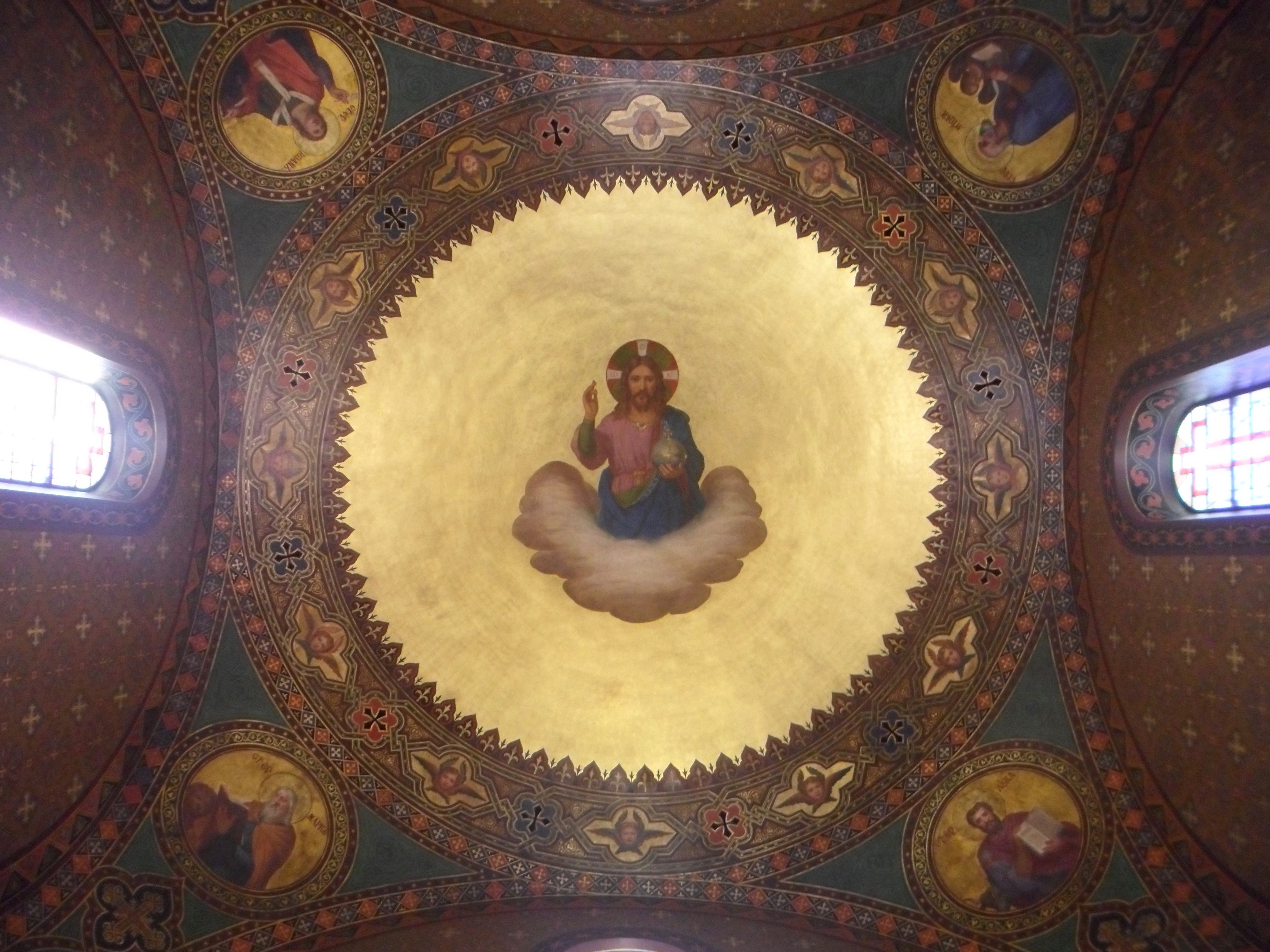
Dôme avec le Christ pantocrator encadré des quatre Évangélistes.
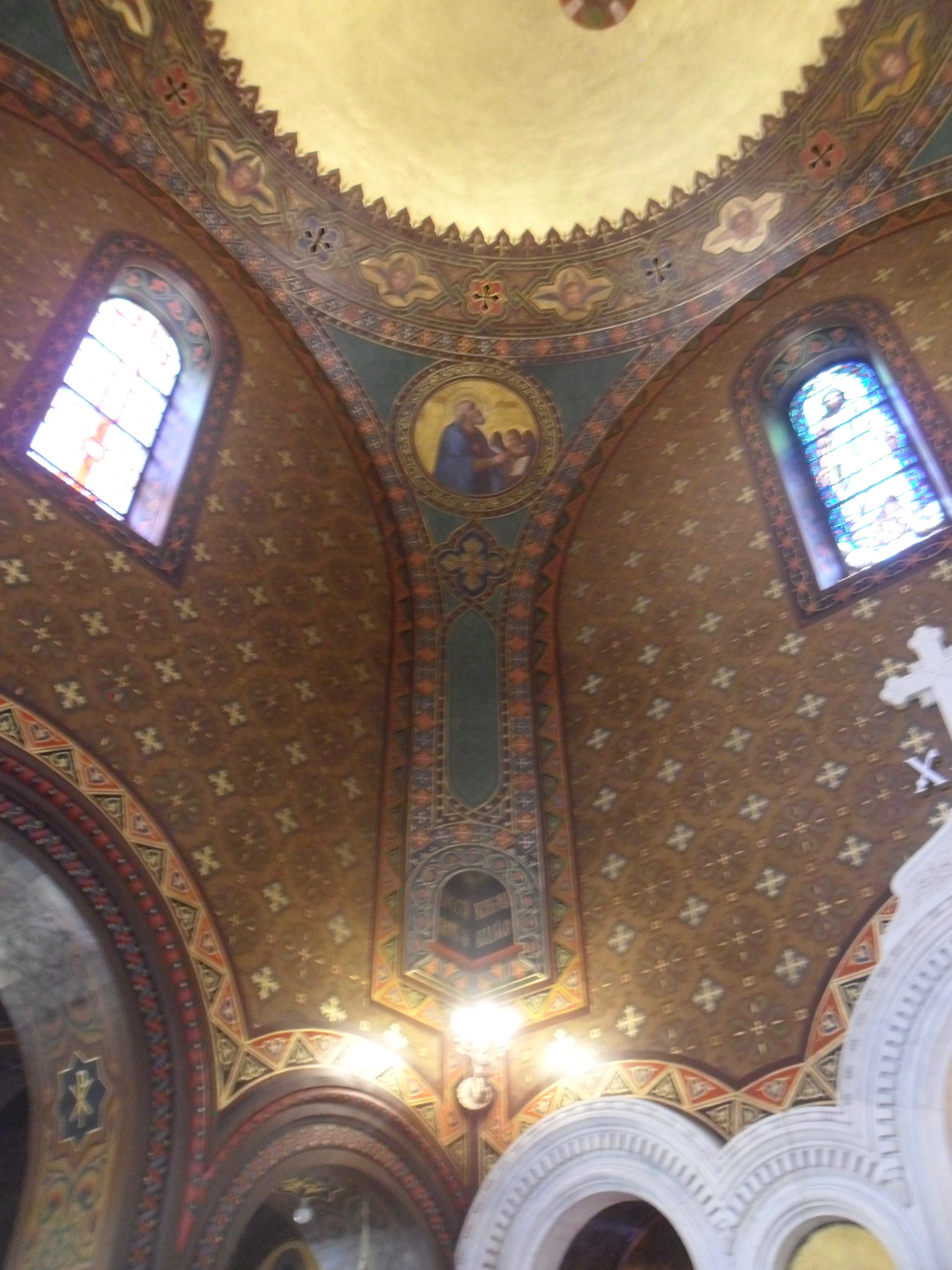
Voile du côté nord-est.
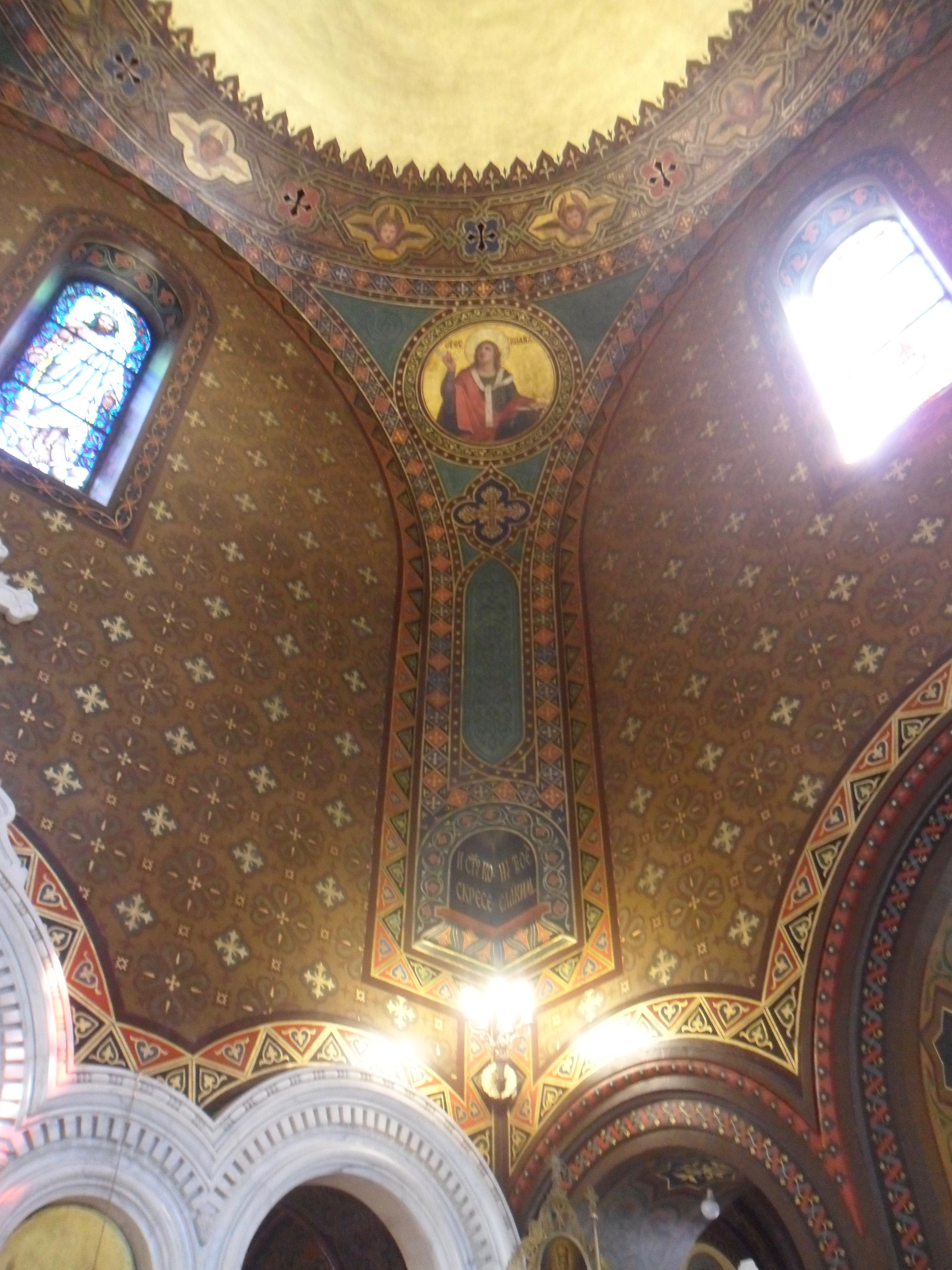
Voile du côté sud-est.
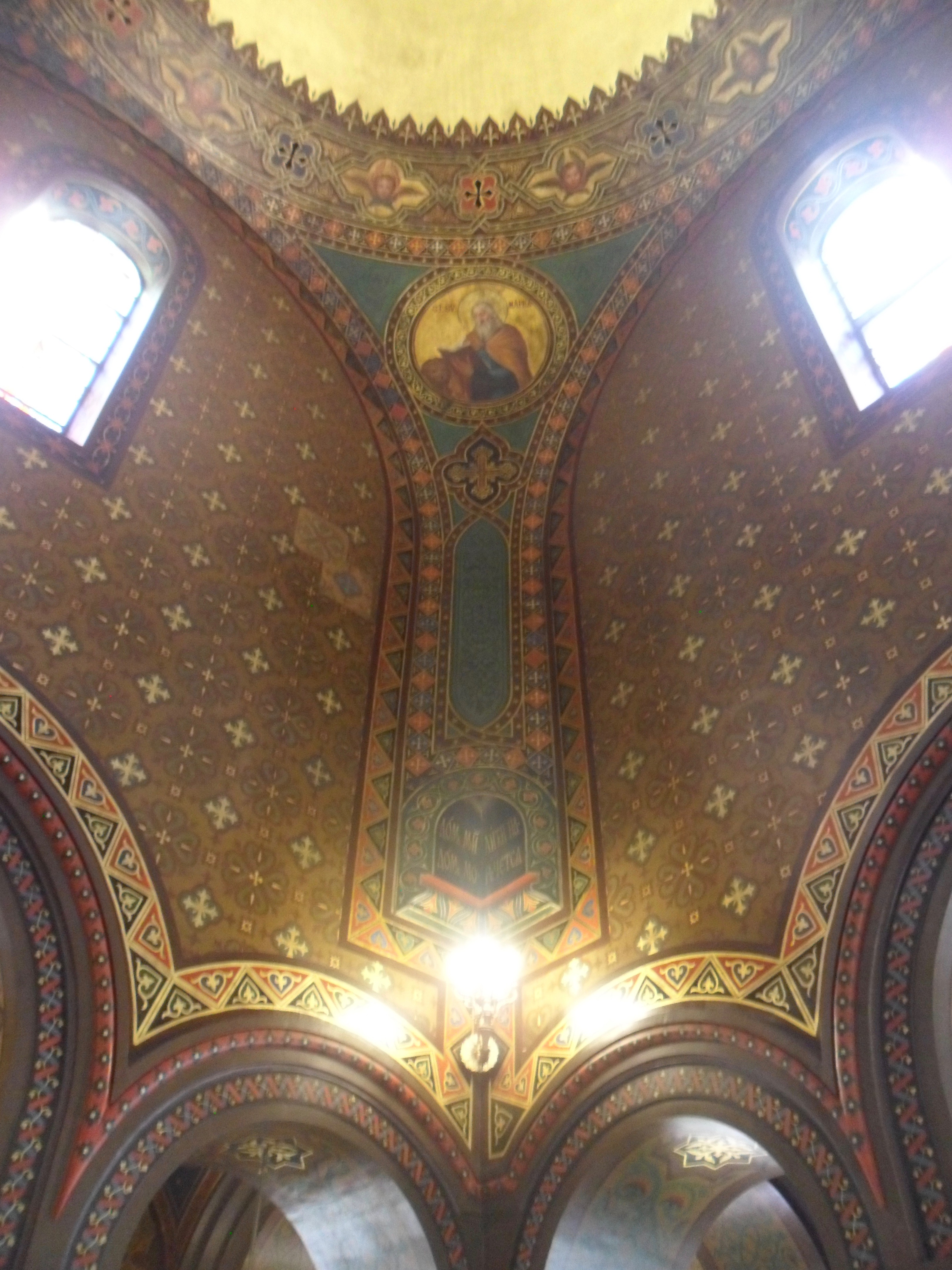
Voile du côté sud-ouest.
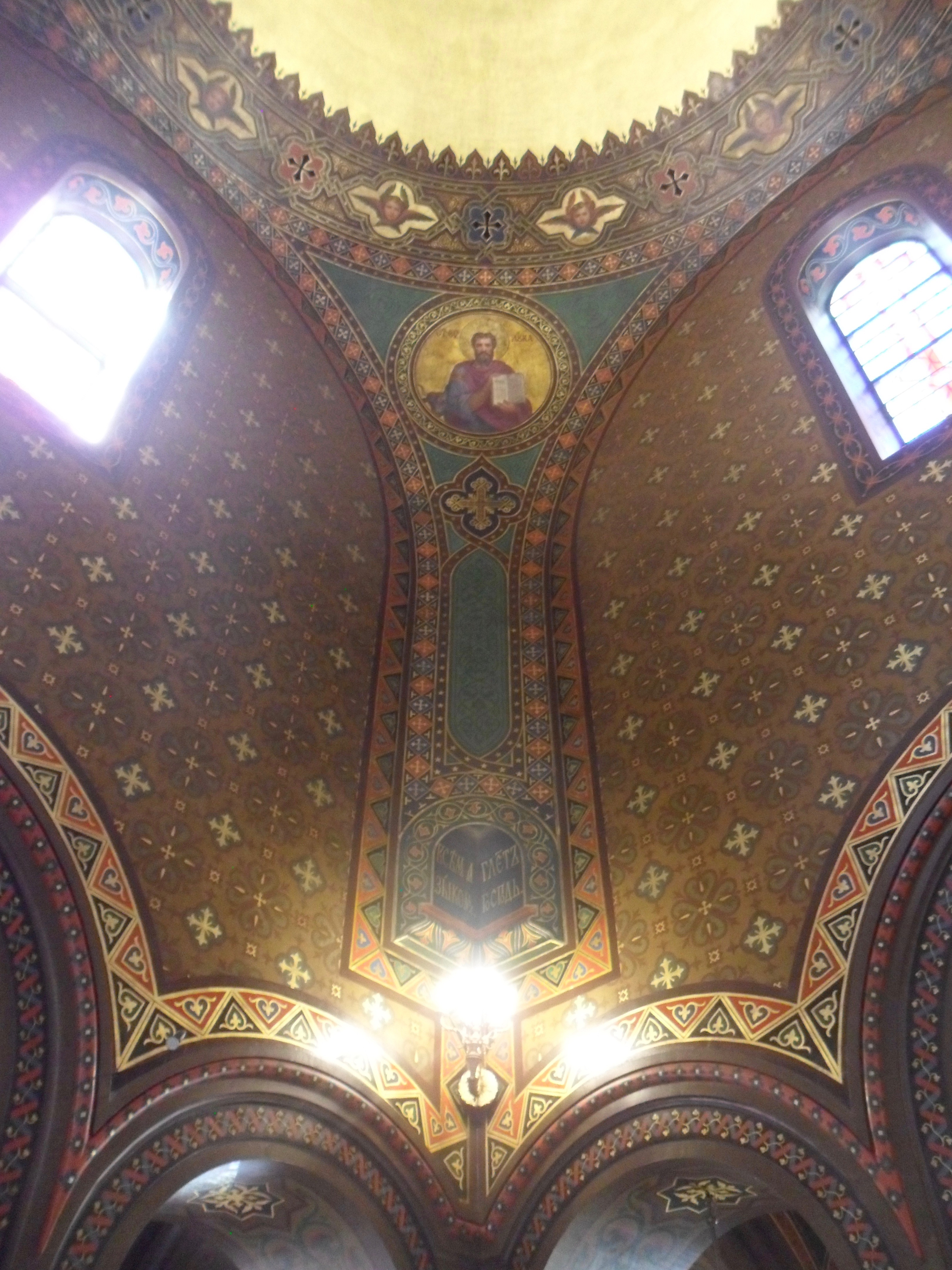
Voile du côté nord-ouest.
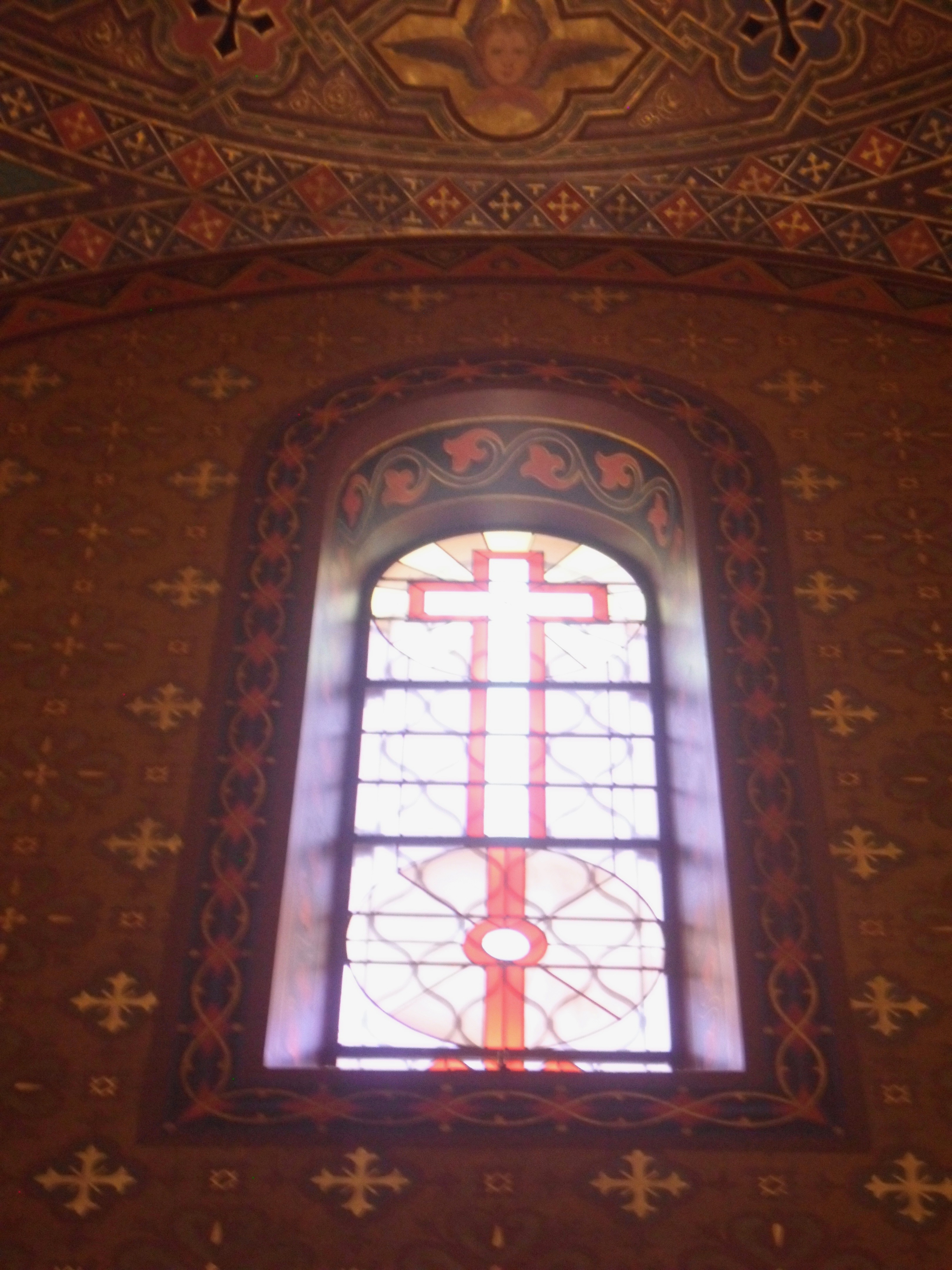
Exemple d'un vitrail en haut de la nef.

### Iconostase

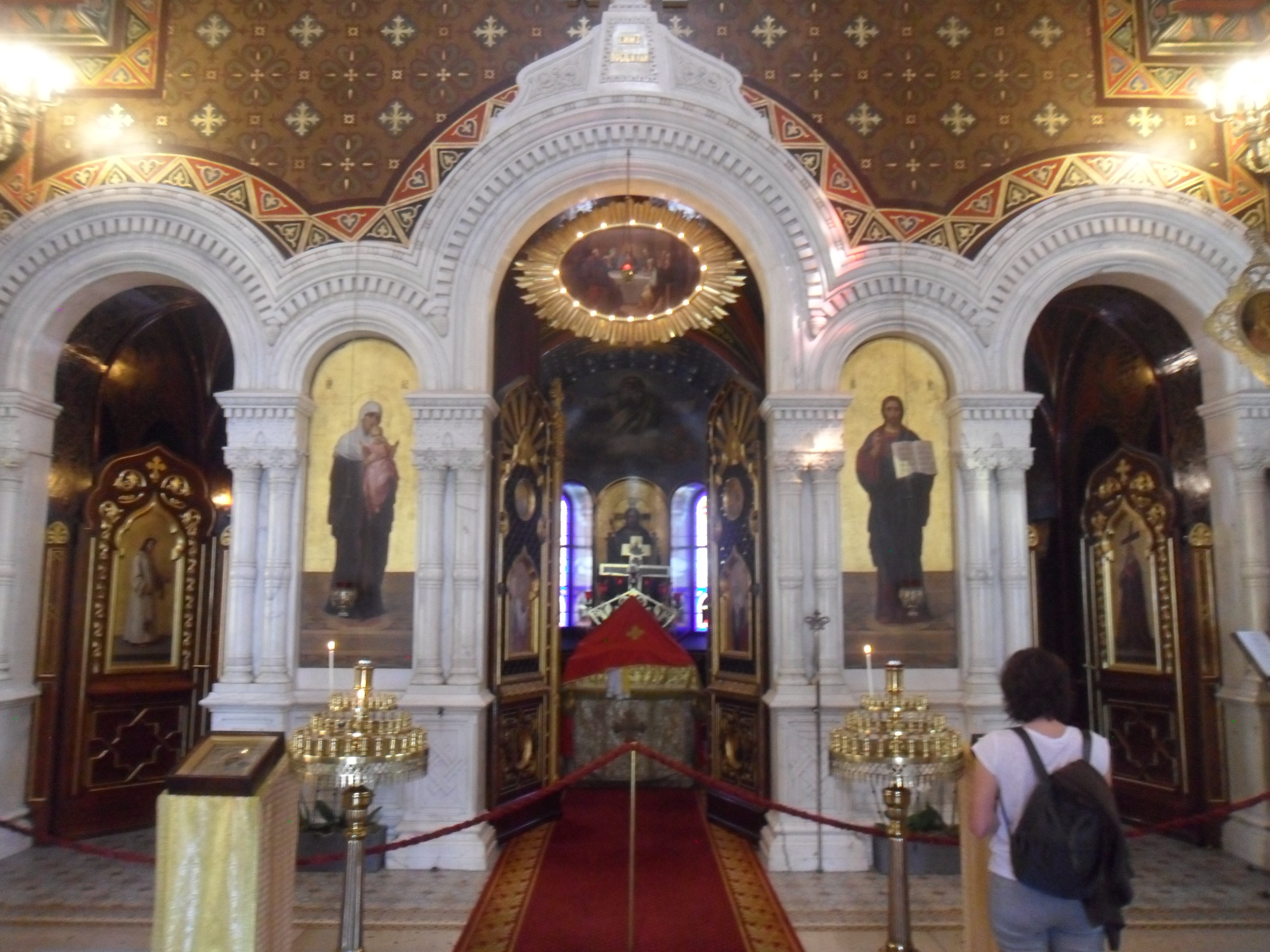
Iconostase avec la Porte royale ouverte.

L'iconostase située à l'est de la nef est réalisée dans le style grec en marbre de Carrare. Composée de cinq arcades, dont trois permettent l'accès au sanctuaire, la plus grande est fermée par la « Porte royale » uniquement accessible à l'évêque, au prêtre et au diacre et surmontée d'une icône de la Cène. Ouverte par deux vantaux en cyprès, ceux-ci sont décorés de médaillons dorés représentant les quatre Évangélistes et de deux représentations de l'Annonciation, tous signés par Luigi Rubio. La « Porte royale » est encadrée de deux icônes représentant Marie et Jésus-Christ, les deux portes latérales étant décorées d'icônes de saint Étienne et sainte Hélène, œuvres de Nikolaï Kochelev remplaçant celles de Rubio en 1903.

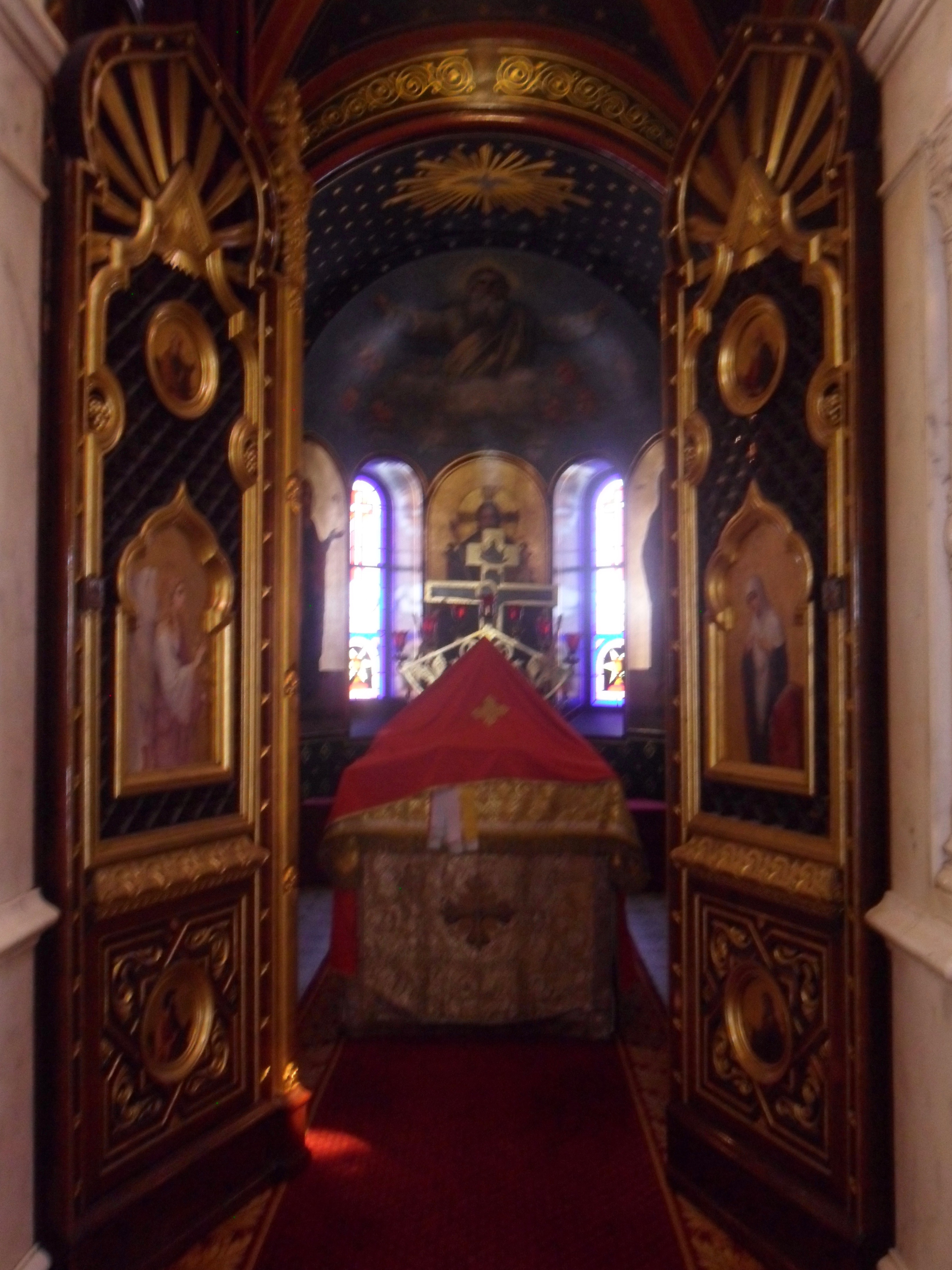
Aperçu de l'autel à travers la Porte royale ouverte.

Un grand nombre d'autres icônes, datées entre le XVIe siècle et le XXe siècle, sont en possession de l'Église russe de Genève, dont celle de Séraphin de Sarov (début du XXe siècle), de la Mère de Dieu de Tikhvine (fin du XVIIe siècle), de la Mère de Dieu du Prompt Secours et de saint Pantaléon, ces deux dernières, reçues du Mont Athos (fin du XIXe siècle), étant placées dans des encadrements en marbre aux extrémités de l'estrade précédant l'iconostase.
L'iconostase est surmontée d'une croix portant l'inscription « Par ce signe tu vaincras » et d'un vitrail représentant Jésus-Christ ressuscité, réalisé en 1927 par l'artiste genevois Jules Monard et le verrier Jacques Wasem selon une inspiration Art nouveau.

### Sanctuaire
Derrière l'iconostase, au centre du sanctuaire, se trouve l'autel de forme cubique, revêtu d'une toile blanche symbolisant le Saint-Suaire et d'une étoffe précieuse aux couleurs variables.
La cathèdre se trouve quant à elle au fond de l'absidiole centrale qui est décorée de quatre fresques : la plus grande de l'église, représentant Jésus-Christ sur un trône, et celle de la coupole qui la surplombe, représentant Dieu et le Saint-Esprit, sont signées par Donati ; les deux autres représentent Marie et Jean le Baptiste.

## Personnalités

### Recteurs

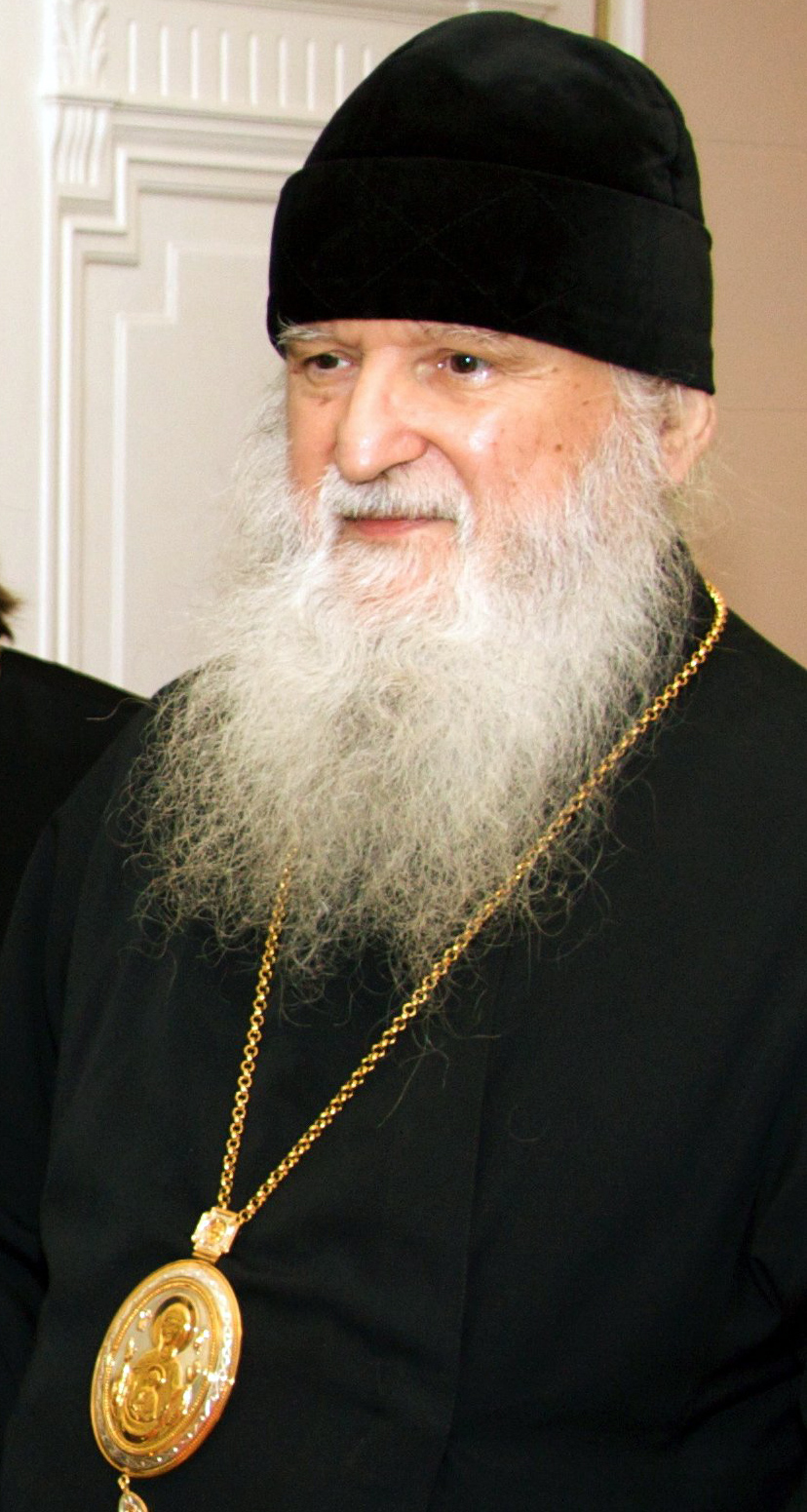
Michel Donskoff en 2009.

Les recteurs de l'Église russe de Genève sont les suivants, :
- septembre 1866-juillet 1883 : Athanase Pétroff (archiprêtre)
- juillet 1883-février 1901 : Dimitri Opotzky (archiprêtre)
- mars 1901-décembre 1903 : Nicolas Apraxine (archiprêtre)
- décembre 1903-octobre 1905 : Alexandre Smirnopoulo (archiprêtre)
- novembre 1905-novembre 1944 : Serge Orloff[44]
- novembre 1944-août 1956 : Léonty Bartochevitch (ru) (archimandrite puis évêque)
- août 1956-octobre 1993 : Antony Bartochevitch (ru) (archimandrite, évêque puis archevêque)
- octobre 1993-septembre 2006 : Ambroise Cantacuzène (ru) (évêque)
- septembre 2006-septembre 2017 : Michel Donskoff (évêque puis archevêque)
- octobre 2017-septembre 2018 : Hilarion Kapral (archevêque, intérim)
- depuis septembre 2018 : Irénée Steenberg (ru) (évêque)

La partie sud du narthex abrite les dépouilles de Léonty Bartochevitch et de son frère Antony.

### Visiteurs célèbres
L'église a accueilli le mariage du peintre Mikhaïl Vroubel et de la chanteuse d'opéra Nadejda Zabela-Vroubel, ainsi que le baptême puis les funérailles de Sophie Dostoïevskaïa, la première fille (22 février-12 mai 1868) de Fiodor Dostoïevski et de sa femme Anna,.
Le prince Petar Karađorđević, futur roi de Serbie, est un paroissien entre 1894 et 1903,. Nikita Magaloff, Léon Tolstoï, Alexandre Soljenitsyne et Mstislav Rostropovitch la fréquentent également. C'est aussi le cas d'Olga Constantinovna de Russie.
En 1924, la princesse Tatiana Constantinovna de Russie devient marguillière de l'église et présidente de l'Union des épouses orthodoxes, avant d'y prononcer ses vœux de religieuse en 1946,.